# Warped Tour 2010 Tour Compilation
Warped Tour 2010 Tour Compilation è la tredicesima compilation del Warped Tour, pubblicata l'8 giugno 2010 dalla SideOneDummy Records.
La copertina del disco mostra una fotografia dei blink-182 durante il Warped Tour del 1999.

## Tracce
CD 1
1. The Rock Show - 2:49 (Blink-182)
2. The American Scream - 2:49 (Alkaline Trio)
3. Captain Kelly's Kitchen (live) - 2:39 (Dropkick Murphys)
4. Never Say Die / When You're Young - 3:47 (The Bouncing Souls)
5. We Are the One - 2:57 (Anti-Flag)
6. After One Quarter of a Revolution - 2:03 (Every Time I Die)
7. Chelsea Smile - 5:00 (Bring Me the Horizon)
8. Gaia Bleeds (Make Way for Man) - 2:47 (Set Your Goals feat. Vinnie Caruana)
9. Carrion - 2:56 (Parkway Drive)
10. Cadillac One - 3:07 (Charged GBH)
11. We Are All We Have - 3:05 (The Casualties)
12. Clap Your Hands - 4:20 (The Reverend Peyton's Big Damn Band)
13. Robots May Break Your Heart - 3:36 (Riverboat Gamblers)
14. A Night at the Spleen - 3:49 (Closure in Moscow)
15. Messin' Around - 3:15 (Deal's Gone Bad)
16. Heartless - 3:04 (Fake Problems)
17. Carry the Banner - 2:53 (The Flatliners)
18. Sleeper - 2:54 (The Swellers)
19. Living Saints - 2:31 (Polar Bear Club)
20. Thicker Than Water - 1:58 (Cobra Skulls)
21. Basement Royalty - 3:02 (Broadway Calls)
22. No We Didn't - 1:32 (The Menzingers)
23. Don't Lose Hope - 2:42 (Middle Finger Salute)
24. Out There - 2:32 (Longway)
25. Fight for It - 2:49 (Shiragirl)
26. Smoke Blowe - 2:11 (Flatfoot 56)
27. Famous Last Line - 2:25 (The Jukebox Romantics)

CD 2
1. If You Can't Live Without Me, Why Aren't You Dead Yet? - 3:27 (Mayday Parade)
2. Sexual Man Chocolate - 3:05 (Attack Attack!)
3. Tonight We Feel Alive (On a Saturday) - 3:42 (Four Year Strong)
4. Caraphernelia - 4:20 (Pierce the Veil)
5. Hello Fascination - 3:22 (Breathe Carolina)
6. Delete, Repeat - 2:41 (Confide)
7. No Bed of Broken Glass - 2:41 (This Time Next Year)
8. Set It Off Like Napalm - 3:04 (Emarosa)
9. The Thespian - 3:52 (Alesana)
10. Gypsy Woman - 3:03 (Anarbor)
11. Bones - 3:22 (In Fear and Faith)
12. DT Killer - 3:11 (Neo Geo)
13. Passion vs. Fashion - 3:56 (No Bragging Rights)
14. Battle Royale - 3:47 (The Word Alive)
15. Elephants - 3:28 (Our Last Night)
16. Party Girl - 2:53 (Fight Fair)
17. Damn Rough Night - 3:12 (Artist vs. Poet)
18. Where's My Time Stick - 3:01 (Chase Long Beach)
19. Both Sides of the Story - 2:56 (We Are the In Crowd)
20. Hello Mexico - 3:48 (Sparks the Rescue)
21. The Common Hours - 3:06 (I See Stars)
22. Second & Sebring - 3:45 (Of Mice & Men)
23. Fast Girl - 2:25 (The Frantic)
24. Fixed at Zero - 3:38 (VersaEmerge)

## Classifiche
| Classifica (2010)         | Posizione massima |
| ------------------------- | ----------------- |
| Stati Uniti               | 44                |
| Stati Uniti (independent) | 2                 |
| Stati Uniti (alternative) | 7                 |
| Stati Uniti (rock)        | 11                |